# Thuir
Thuir  est une commune française située dans l'est du département des Pyrénées-Orientales, en région Occitanie. Sur le plan historique et culturel, la commune est dans la région des Aspres, un territoire roussillonnais compris entre les sillons de la Têt au nord et du Tech au sud qui tire son nom de la nature caillouteuse de ses sols.
Exposée à un climat méditerranéen, elle est drainée par la Basse, l'Adou, le ruisseau de Sainte-Eugénie et par divers autres petits cours d'eau. La commune possède un patrimoine naturel remarquable composé de trois zones naturelles d'intérêt écologique, faunistique et floristique.
Thuir est une commune urbaine qui compte 8 215 habitants en 2022, après avoir connu une forte hausse de la population depuis 1962. Elle est ville-centre de l'agglomération de Thuir et fait partie de l'aire d'attraction de Perpignan. Ses habitants sont appelés les Thuirinois ou Thuirinoises.

## Géographie

### Localisation
La commune de Thuir se trouve dans le département des Pyrénées-Orientales, en région Occitanie.
Elle se situe à 13 km à vol d'oiseau de Perpignan, préfecture du département, et à 16 km de Céret, sous-préfecture.
Les communes les plus proches sont :
Llupia (1,6 km), Sainte-Colombe-de-la-Commanderie (2,0 km), Terrats (2,8 km), Castelnou (4,6 km), Camélas (4,7 km), Ponteilla (4,8 km), Trouillas (4,8 km), Saint-Féliu-d'Avall (5,7 km).
Sur le plan historique et culturel, Thuir est la ville principale des Aspres. Compris entre les sillons de la Têt au nord et du Tech au sud, ce minuscule territoire roussillonnais, qui constitue le piémont (oriental) du massif du Canigou, tire son nom de la nature caillouteuse de ses sols.
Sur le plan physique, Thuir surplombe la plaine du Roussillon et se situe entre les vallées des fleuves Têt (au nord) et Tech (au sud), à 23 km à l’ouest de la mer Méditerranée et à 35 km à l’est du pic du Canigou.

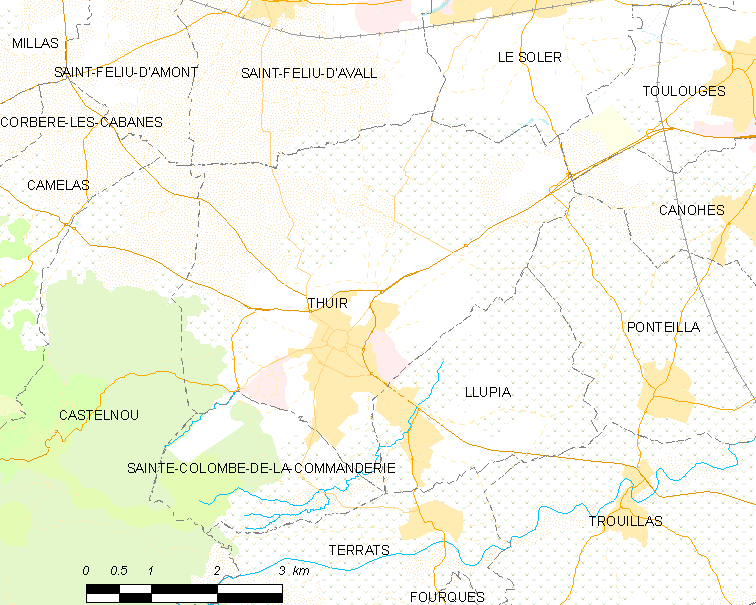
Situation de la commune.

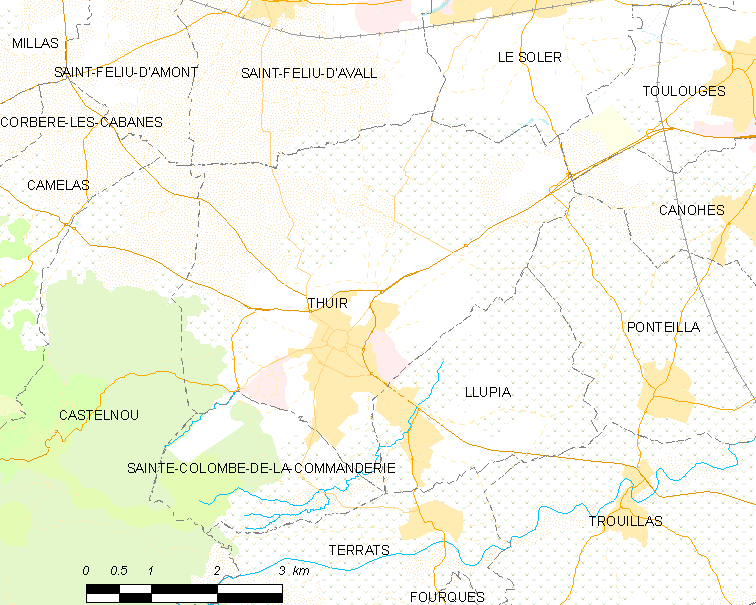
Situation de la commune.

| Saint-Féliu-d'Amont (par un quadripoint) | Saint-Féliu-d'Avall, Le Soler | Toulouges, Canohès |
| Castelnou                                | Thuir                         | Ponteilla          |
| Sainte-Colombe-de-la-Commanderie         | Llupia                        |                    |

### Géologie et relief
La commune est classée en zone de sismicité 3, correspondant à une sismicité modérée.

### Climat
Pour des articles plus généraux, voir Climat de l'Occitanie et Climat des Pyrénées-Orientales.
En 2010, le climat de la commune est de type climat méditerranéen franc, selon une étude du CNRS s'appuyant sur une série de données couvrant la période 1971-2000. En 2020, Météo-France publie une typologie des climats de la France métropolitaine dans laquelle la commune est exposée à un climat méditerranéen et est dans une zone de transition entre les régions climatiques « Pyrénées orientales » et « Provence, Languedoc-Roussillon ».
Pour la période 1971-2000, la température annuelle moyenne est de 14,6 °C, avec une amplitude thermique annuelle de 15,6 °C. Le cumul annuel moyen de précipitations est de 621 mm, avec 5,7 jours de précipitations en janvier et 3,2 jours en juillet. Pour la période 1991-2020, la température moyenne annuelle observée sur la station météorologique la plus proche, située sur la commune de Caixas à 8 km à vol d'oiseau, est de 15,5 °C et le cumul annuel moyen de précipitations est de 729,7 mm,. Pour l'avenir, les paramètres climatiques de la commune estimés pour 2050 selon différents scénarios d’émission de gaz à effet de serre sont consultables sur un site dédié publié par Météo-France en novembre 2022.

### Milieux naturels et biodiversité
L’inventaire des zones naturelles d'intérêt écologique, faunistique et floristique (ZNIEFF) a pour objectif de réaliser une couverture des zones les plus intéressantes sur le plan écologique, essentiellement dans la perspective d’améliorer la connaissance du patrimoine naturel national et de fournir aux différents décideurs un outil d’aide à la prise en compte de l’environnement dans l’aménagement du territoire.
Deux ZNIEFF de type 1 sont recensées sur la commune :
les « garrigues de Castelnou » (1 559 ha), couvrant 3 communes du département et
les « Prades de Thuir et de Llupia » (335 ha), couvrant 2 communes du département
et une ZNIEFF de type 2, :
le « massif des Aspres » (28 819 ha), couvrant 37 communes du département.

Carte des ZNIEFF de type 1 et 2 à Thuir.
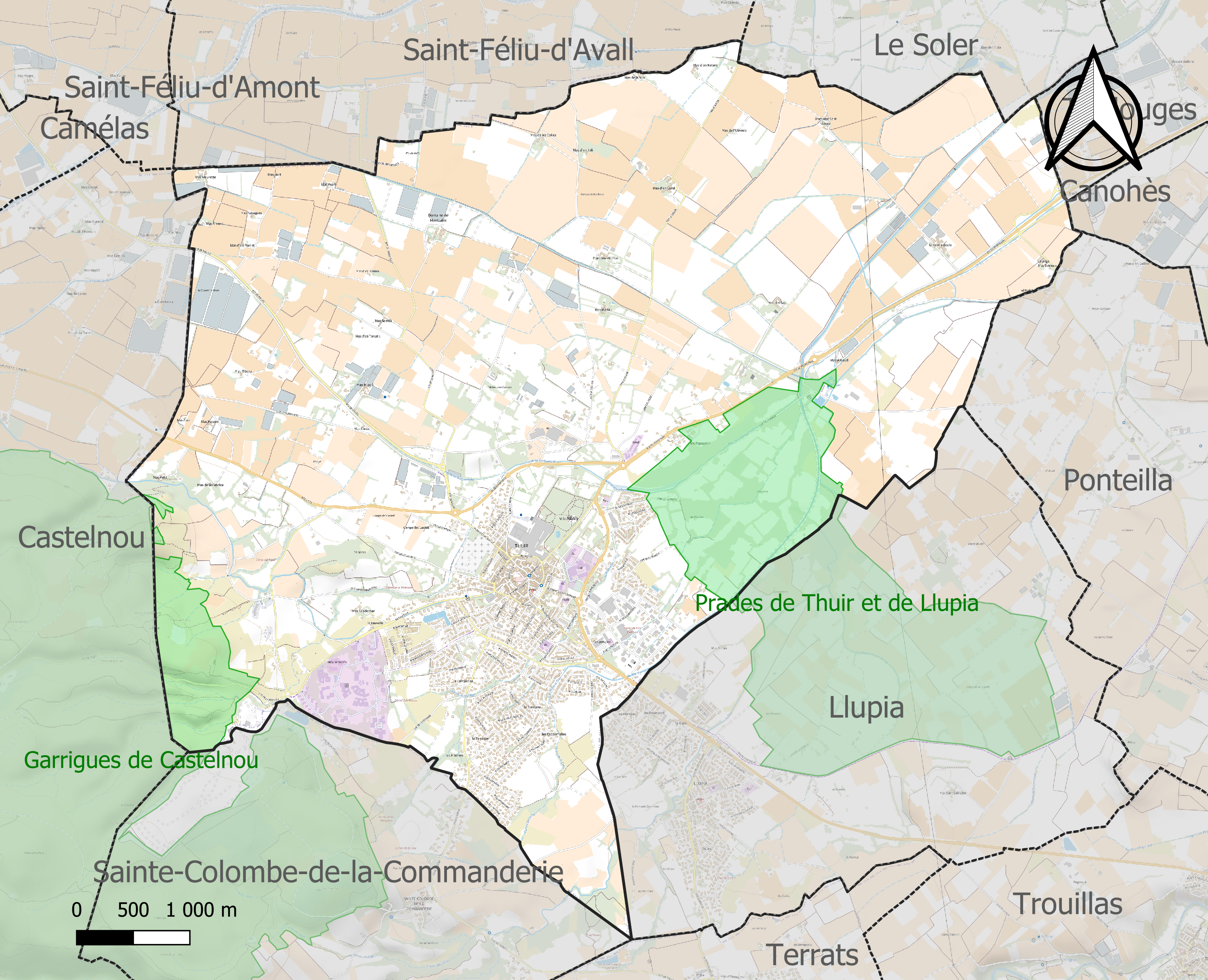
Carte des ZNIEFF de type 1 sur la commune.
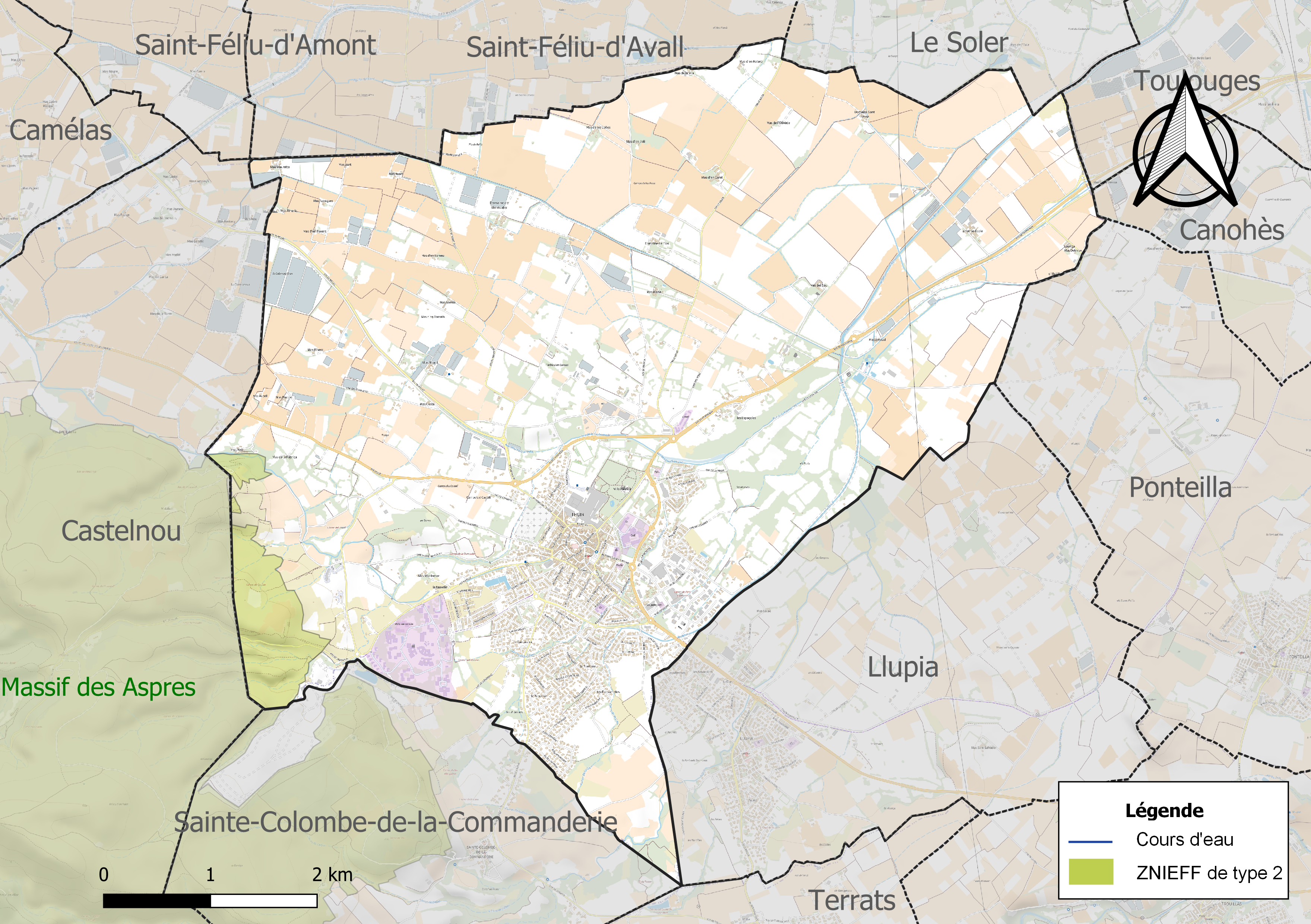
Carte de la ZNIEFF de type 2 sur la commune.

## Urbanisme

### Typologie
Au 1er janvier 2024, Thuir est catégorisée petite ville, selon la nouvelle grille communale de densité à sept niveaux définie par l'Insee en 2022.
Elle appartient à l'unité urbaine de Thuir, une agglomération intra-départementale regroupant trois  communes, dont elle est ville-centre,,. Par ailleurs la commune fait partie de l'aire d'attraction de Perpignan, dont elle est une commune de la couronne,. Cette aire, qui regroupe 118 communes, est catégorisée dans les aires de 200 000 à moins de 700 000 habitants,.

### Occupation des sols
L'occupation des sols de la commune, telle qu'elle ressort de la base de données européenne d’occupation biophysique des sols Corine Land Cover (CLC), est marquée par l'importance des territoires agricoles (83,2 % en 2018), en diminution par rapport à 1990 (85 %). La répartition détaillée en 2018 est la suivante :
cultures permanentes (57 %), zones agricoles hétérogènes (20,3 %), zones urbanisées (10,3 %), prairies (5,9 %), milieux à végétation arbustive et/ou herbacée (3,2 %), zones industrielles ou commerciales et réseaux de communication (3,1 %), mines, décharges et chantiers (0,2 %). L'évolution de l’occupation des sols de la commune et de ses infrastructures peut être observée sur les différentes représentations cartographiques du territoire : la carte de Cassini (XVIIIe siècle), la carte d'état-major (1820-1866) et les cartes ou photos aériennes de l'IGN pour la période actuelle (1950 à aujourd'hui).

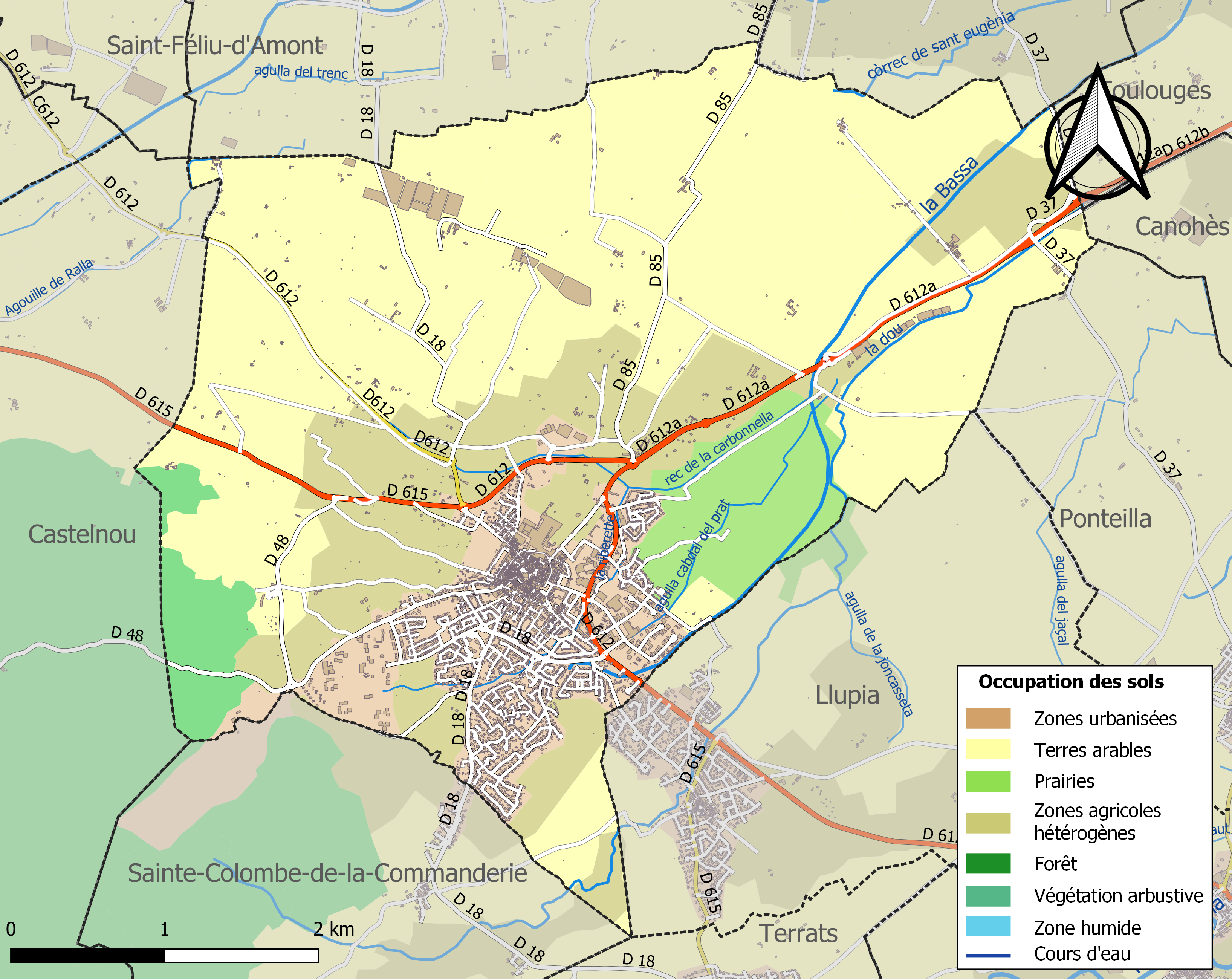
Carte des infrastructures et de l'occupation des sols de la commune en 2018 (CLC).

### Voies de communication et transports
Thuir est accessible par la RD 612a à partir de Perpignan. La ville était desservie par le chemin de fer dit d'intérêt local. Cette voie ferrée, longue d'une quinzaine de kilomètres, avait été inaugurée en 1911 pour être finalement désaffectée et démantelée dans les années 1990. Cette voie ferrée est aujourd'hui utilisée par une piste cyclable qui s'inscrit dans le Schéma cyclable départemental du conseil général des Pyrénées-Orientales. Thuir possédait une gare de chargement construite par Gustave Eiffel.
Les lignes 544 (Millas - Saint-Cyprien), 570 (Fourques - Gare de Perpignan), 571 (Tresserre - Gare de Perpignan) et 575 (Camélas - Thuir) du réseau régional liO assurent la desserte de la commune.

### Risques majeurs
Le territoire de la commune de Thuir est vulnérable à différents aléas naturels : inondations, climatiques (grand froid ou canicule), feux de forêts, mouvements de terrain et séisme (sismicité modérée),.
Certaines parties du territoire communal sont susceptibles d’être affectées par le risque d’inondation par crue torrentielle de cours d'eau du bassin de la Têt.
Les mouvements de terrain susceptibles de se produire sur la commune sont soit des mouvements liés au retrait-gonflement des argiles, soit des glissements de terrain. Une cartographie nationale de l'aléa retrait-gonflement des argiles permet de connaître les sols argileux ou marneux susceptibles vis-à-vis de ce phénomène.

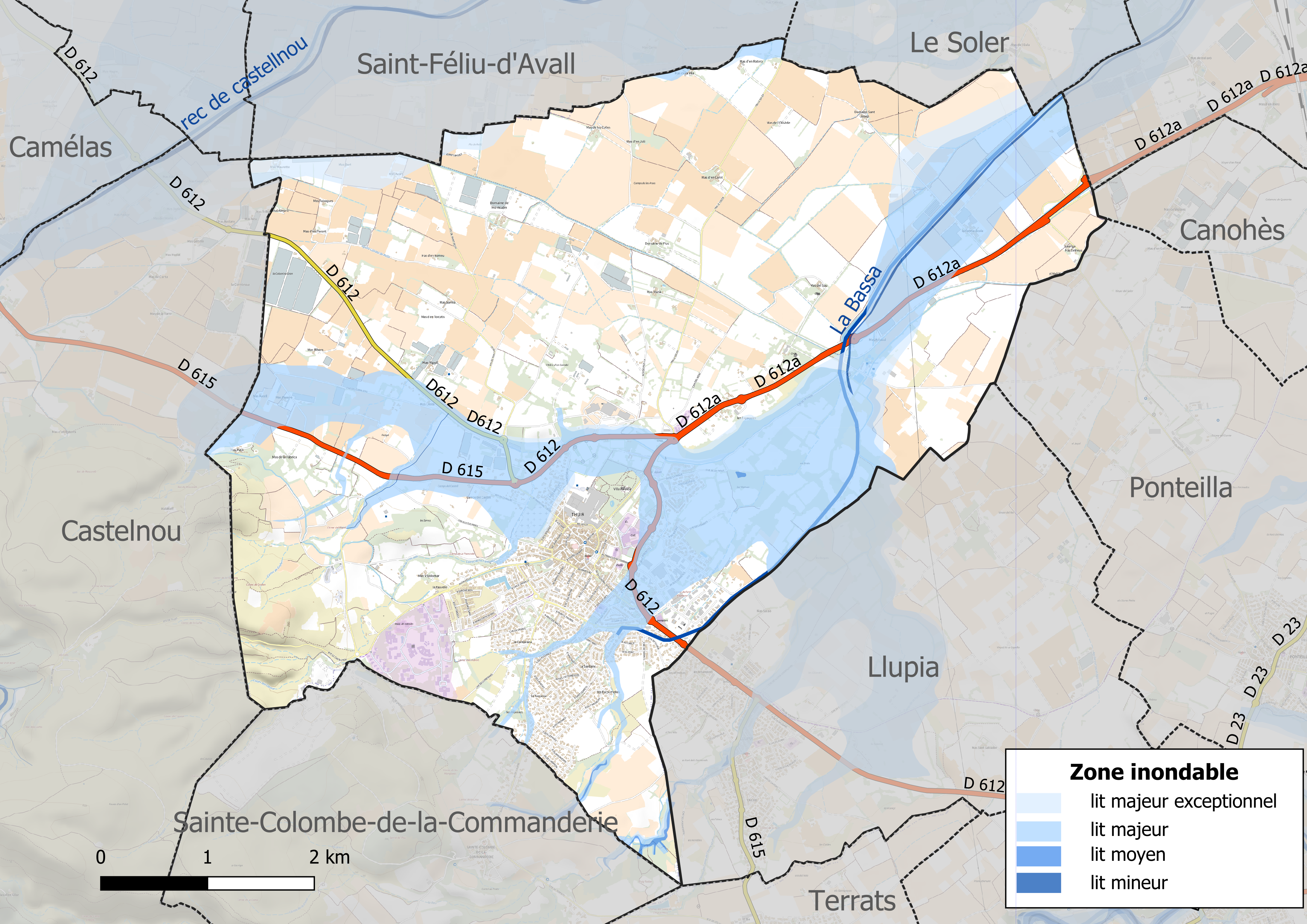
Carte des zones inondables.
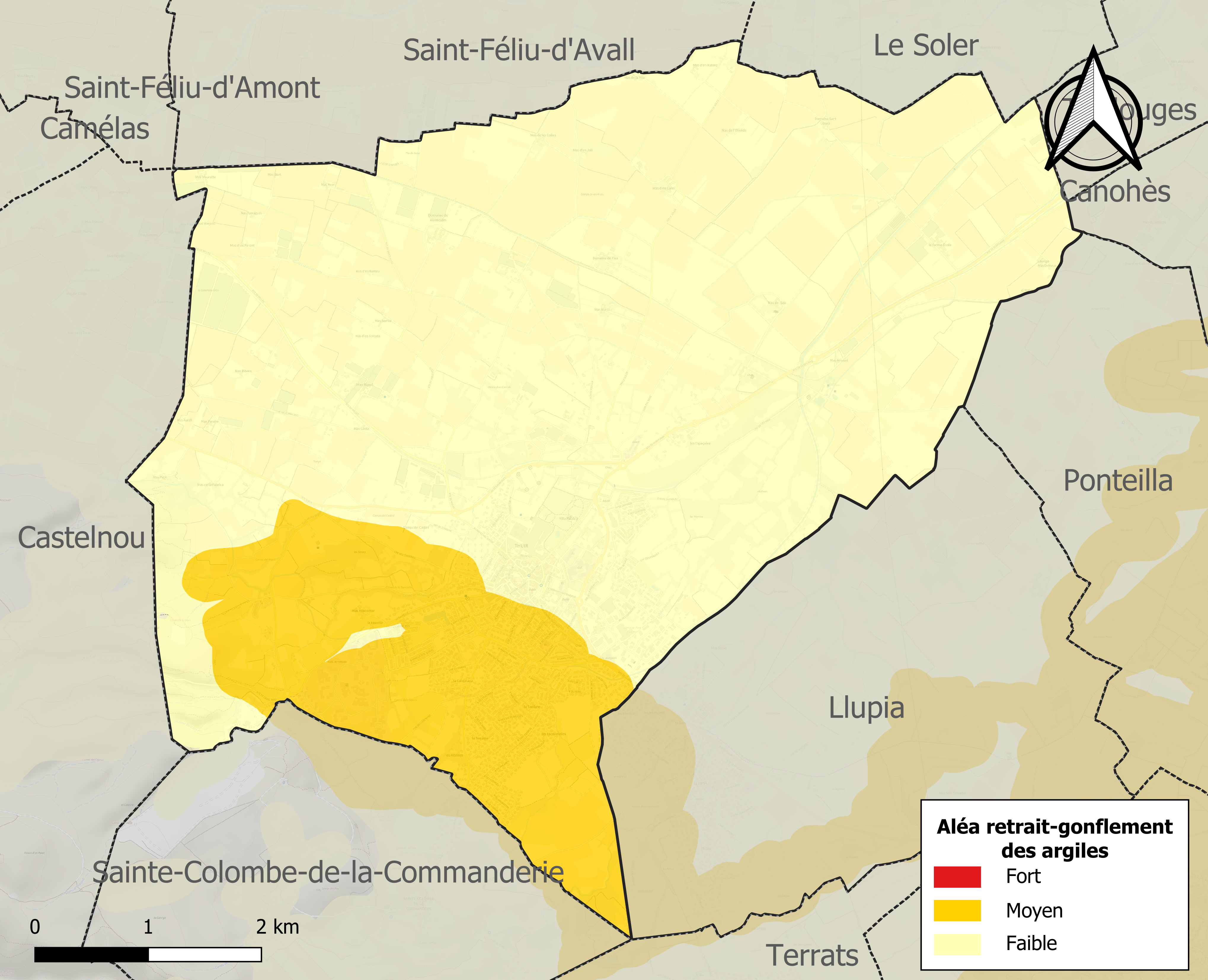
Carte des zones d'aléa retrait-gonflement des argiles.

## Toponymie
En catalan, le nom de la commune est Tuïr.

## Histoire
Thuir est citée dès le Xe siècle dans des documents d'époque. C'est une ancienne villa royale, entourée d'une enceinte qui abritait l'église et le cimetière. Cette enceinte était un heptagone irrégulier, elle était faite en cailloux roulés. Un fossé complétait le dispositif défensif de la villa.
Au fil des ans, des habitations supplémentaires se sont formées autour de l'enceinte, formant comme un bourg à l'extérieur de la minuscule ville. Il fallut donc renforcer à nouveau les défenses en construisant une deuxième enceinte, flanquée de tours et de meurtrières. Les travaux durèrent toute l'année 1287. L'enceinte intérieure apparut alors comme une citadelle, à l'instar de la ville de Mont-Louis des années plus tard. En 1294, la ville obtient du roi une charte de consulat.
En 1415 fut construite la chapelle de la Pietat, suivant le style gothique. Elle fut construite aux frais d'un notaire de Perpignan appelé Pierre Aybri. Elle fut modifiée architecturalement durant le XVIIe siècle. Elle contient une statue de La Vierge du milieu du XIXe siècle ainsi qu'une croix reliquaire.
En 1589, un couvent des Frères mineurs capucins est fondé à l'ouest de la ville, sous gouverne espagnole à cette époque. Lors de la reprise du Roussillon par les Français, les moines partirent en Catalogne pour être remplacés par des moines français.
Thuir eut aussi une part importante dans la Guerre du Roussillon. Cette année-là les espagnols prirent la ville le 29 juin et la gardèrent jusqu'à 21 septembre, la laissant après un siège fait par les Français.
Avant la Révolution française, Thuir était très commerçante. Les domaines d'activités principales étaient la papeterie, l'imprimerie et la poterie, mais c'est au XIXe siècle que le village va connaître son heure de gloire.En 1827, Simon et Pallade Viollet, deux frères marchands de tissus originaires de Corsavy, créent à Thuir un chai destiné à élever un vin doux naturel sous le nom de Byrrh.

## Politique et administration
À compter des élections départementales de 2015, la commune est incluse dans le nouveau canton des Aspres. Elle fait partie de l'unité urbaine de Thuir.

## Population et société

### Démographie ancienne
La population est exprimée en nombre de feux (f) ou d'habitants (H).
| 1355  | 1359  | 1365  | 1378  | 1470  | 1515  | 1553 | 1643  | 1709  |
| ----- | ----- | ----- | ----- | ----- | ----- | ---- | ----- | ----- |
| 259 f | 250 f | 259 f | 161 f | 143 f | 157 f | 94 f | 103 f | 225 f |

| 1720  | 1730  | 1765  | 1767    | 1774    | 1789  | - | - | - |
| ----- | ----- | ----- | ------- | ------- | ----- | - | - | - |
| 273 f | 269 f | 900 H | 1 563 H | 1 550 H | 320 f | - | - | - |

### Démographie contemporaine
L'évolution du nombre d'habitants est connue à travers les recensements de la population effectués dans la commune depuis 1793. Pour les communes de moins de 10 000 habitants, une enquête de recensement portant sur toute la population est réalisée tous les cinq ans, les populations de référence des années intermédiaires étant quant à elles estimées par interpolation ou extrapolation. Pour la commune, le premier recensement exhaustif entrant dans le cadre du nouveau dispositif a été réalisé en 2005.

En 2022, la commune comptait 8 215 habitants, en évolution de +8,79 % par rapport à 2016 (Pyrénées-Orientales : +3,92 %, France hors Mayotte : +2,11 %).
| 1793  | 1800  | 1806  | 1821  | 1831  | 1836  | 1841  | 1846  | 1851  |
| ----- | ----- | ----- | ----- | ----- | ----- | ----- | ----- | ----- |
| 1 511 | 1 705 | 1 911 | 1 944 | 2 197 | 2 483 | 2 485 | 2 507 | 2 633 |

| 1856  | 1861  | 1866  | 1872  | 1876  | 1881  | 1886  | 1891  | 1896  |
| ----- | ----- | ----- | ----- | ----- | ----- | ----- | ----- | ----- |
| 2 626 | 2 384 | 2 410 | 2 407 | 2 524 | 2 667 | 2 799 | 3 006 | 3 055 |

| 1901  | 1906  | 1911  | 1921  | 1926  | 1931  | 1936  | 1946  | 1954  |
| ----- | ----- | ----- | ----- | ----- | ----- | ----- | ----- | ----- |
| 3 114 | 3 226 | 3 197 | 3 164 | 3 234 | 3 397 | 3 460 | 3 310 | 3 514 |

| 1962  | 1968  | 1975  | 1982  | 1990  | 1999  | 2005  | 2006  | 2010  |
| ----- | ----- | ----- | ----- | ----- | ----- | ----- | ----- | ----- |
| 3 717 | 4 192 | 6 023 | 6 356 | 6 638 | 7 257 | 7 427 | 7 399 | 7 267 |

| 2015  | 2020  | 2022  | - | - | - | - | - | - |
| ----- | ----- | ----- | - | - | - | - | - | - |
| 7 401 | 8 057 | 8 215 | - | - | - | - | - | - |

| selon la population municipale des années : | 1968 | 1975 | 1982 | 1990 | 1999 | 2006 | 2009 | 2013 |
| Rang de la commune dans le département      | 10   | 4    | 6    | 10   | 9    | 10   | 12   | 12   |
| Nombre de communes du département           | 232  | 217  | 220  | 225  | 226  | 226  | 226  | 226  |

### Enseignement
La ville de Thuir possède 2 écoles maternelles, 2 écoles primaire et 1 Collège. Le tout est rattaché à l'académie de Montpellier.

### Manifestations culturelles et festivités
- Fête patronale : 20 et 21 janvier[36] ;
- Fête communale : 7 et 8 octobre[36] ;
- Marché : samedi[36]. 
Festival Pellicu-live: Cinéma, Musique Live et Gastronomie : 1re édition les 26, 27 et 28 août 2021.

### Sports
- Rugby : l'US Thuir a joué quatre saisons dans l'élite entre 1978 et 1982.
- Badminton : La joyeuse plume des Aspres.

## Économie

### Revenus
En 2018, la commune compte 3 354 ménages fiscaux, regroupant 7 120 personnes. La médiane du revenu disponible par unité de consommation est de 19 870 € (19 350 € dans le département). 44 % des ménages fiscaux sont imposés (42,1 % dans le département).

### Emploi
|                | 2008   | 2013   | 2018   |
| -------------- | ------ | ------ | ------ |
| Commune        | 10,7 % | 13,4 % | 11 %   |
| Département    | 10,3 % | 12,9 % | 13,3 % |
| France entière | 8,3 %  | 10 %   | 10 %   |

En 2018, la population âgée de 15 à 64 ans s'élève à 4 680 personnes, parmi lesquelles on compte 69,1 % d'actifs (58,1 % ayant un emploi et 11 % de chômeurs) et 30,9 % d'inactifs,. En 2018, le taux de chômage communal (au sens du recensement) des 15-64 ans est inférieur à celui du département, mais supérieur à celui de la France, alors qu'en 2008 il était supérieur à celui du département.
La commune fait partie de la couronne de l'aire d'attraction de Perpignan, du fait qu'au moins 15 % des actifs travaillent dans le pôle,. Elle compte 3 343 emplois en 2018, contre 3 277 en 2013 et 3 293 en 2008. Le nombre d'actifs ayant un emploi résidant dans la commune est de 2 747, soit un indicateur de concentration d'emploi de 121,7 % et un taux d'activité parmi les 15 ans ou plus de 48,8 %.
Sur ces 2 747 actifs de 15 ans ou plus ayant un emploi, 1 084 travaillent dans la commune, soit 40 % des habitants. Pour se rendre au travail, 81,3 % des habitants utilisent un véhicule personnel ou de fonction à quatre roues, 2 % les transports en commun, 12,7 % s'y rendent en deux-roues, à vélo ou à pied et 4 % n'ont pas besoin de transport (travail au domicile).

### Revenus de la population et fiscalité
En 2010, le revenu fiscal médian par ménage était de 23 560 €.

### Entreprises et commerces
Thuir est surtout connu pour sa production d'apéritifs et notamment le Byrrh, inventé au XIXe siècle par les frères Simon et Pallade Violet. Le succès de cette boisson fut tel qu'il donna une renommée nationale et même internationale à la petite ville avant-guerre. La marque Byrrh est indissociablement associée au village de Thuir.

## Culture locale et patrimoine

### Monuments et lieux touristiques
Les lieux notables de Thuir sont les suivants :
- Les vestiges des anciennes fortifications ;
- Plusieurs maisons anciennes ;
- Les caves Byrrh et la plus grande cuve en fût de chêne du monde d'une capacité réelle de 10 002 hl (1950). Cette cuve pèse cent tonnes à vide, elle a une hauteur de 10 mètres et un diamètre de 12,50 mètres.
- L'église paroissiale Notre-Dame de la Victoire, bâtie XVIIIe siècle avec notamment quelques réemplois de vestiges de l'ancienne église romane dédiée à Saint-Pierre et une inscription du XIIIe siècle ;
- Église Saint-François-d'Assise de Thuir.
- Chapelle Saint-Jean de Thuir.
- Chapelle Notre-Dame-de-l'Espérance de Thuir.
- La chapelle Saint-Sébastien de Thuir, chapelle romane ;
- La chapelle Notre-Dame-de-la-Piété de Thuir ou chapelle Nostra Senyora de la Pietat, autre chapelle romane située sur la D612 au niveau du rond-point à l'entrée de la ville ;
- Le parc et la villa de Palauda ;
- La tour de fortification et la chapelle Vilar ;
- Le château de Saü ;
- Le château Las Collas
- Le musée de la nature et de la chasse ;
- Le musée des Arts et traditions ;
- Le monument aux morts de Thuir, monument historique.

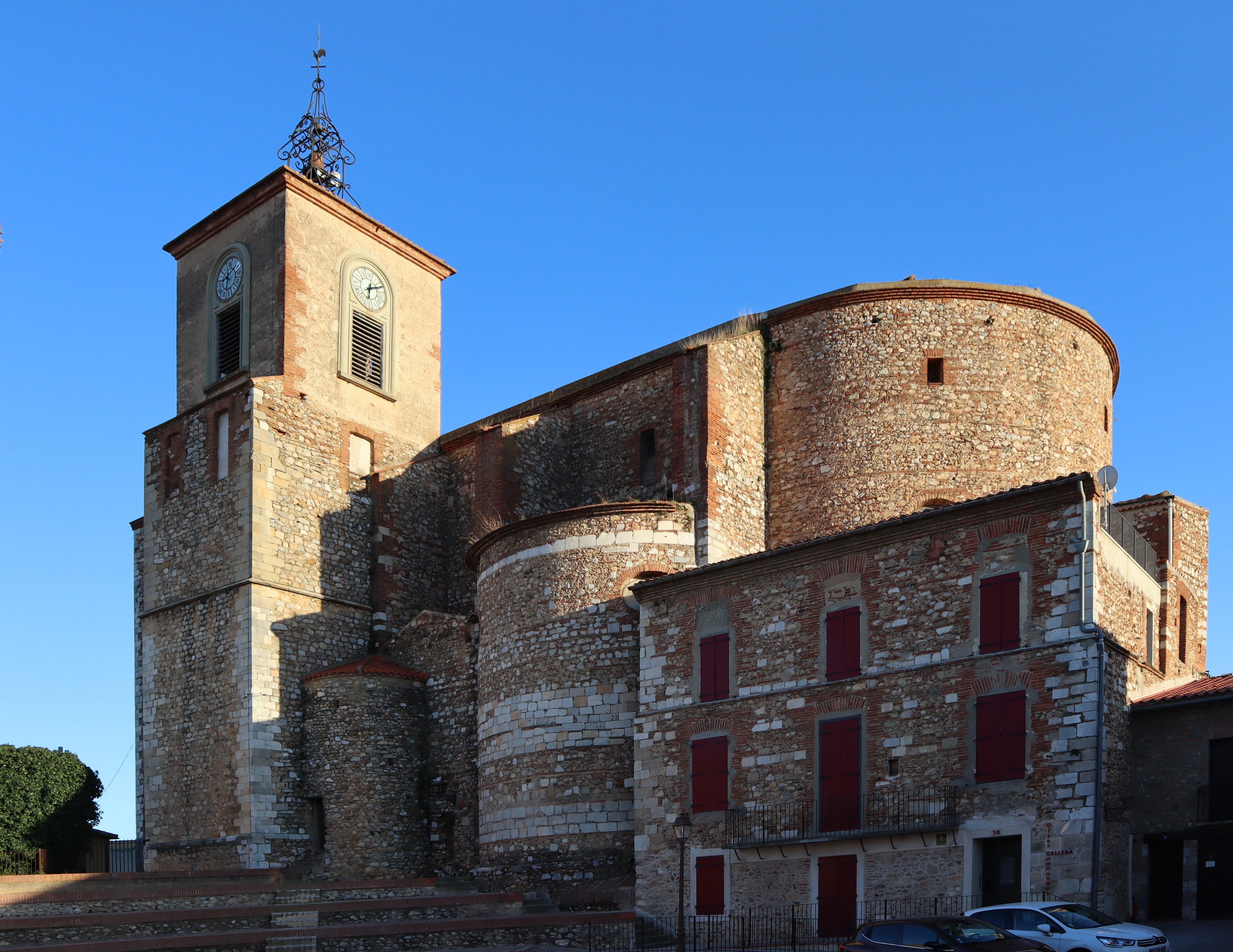
L'église Notre-Dame de la Victoire
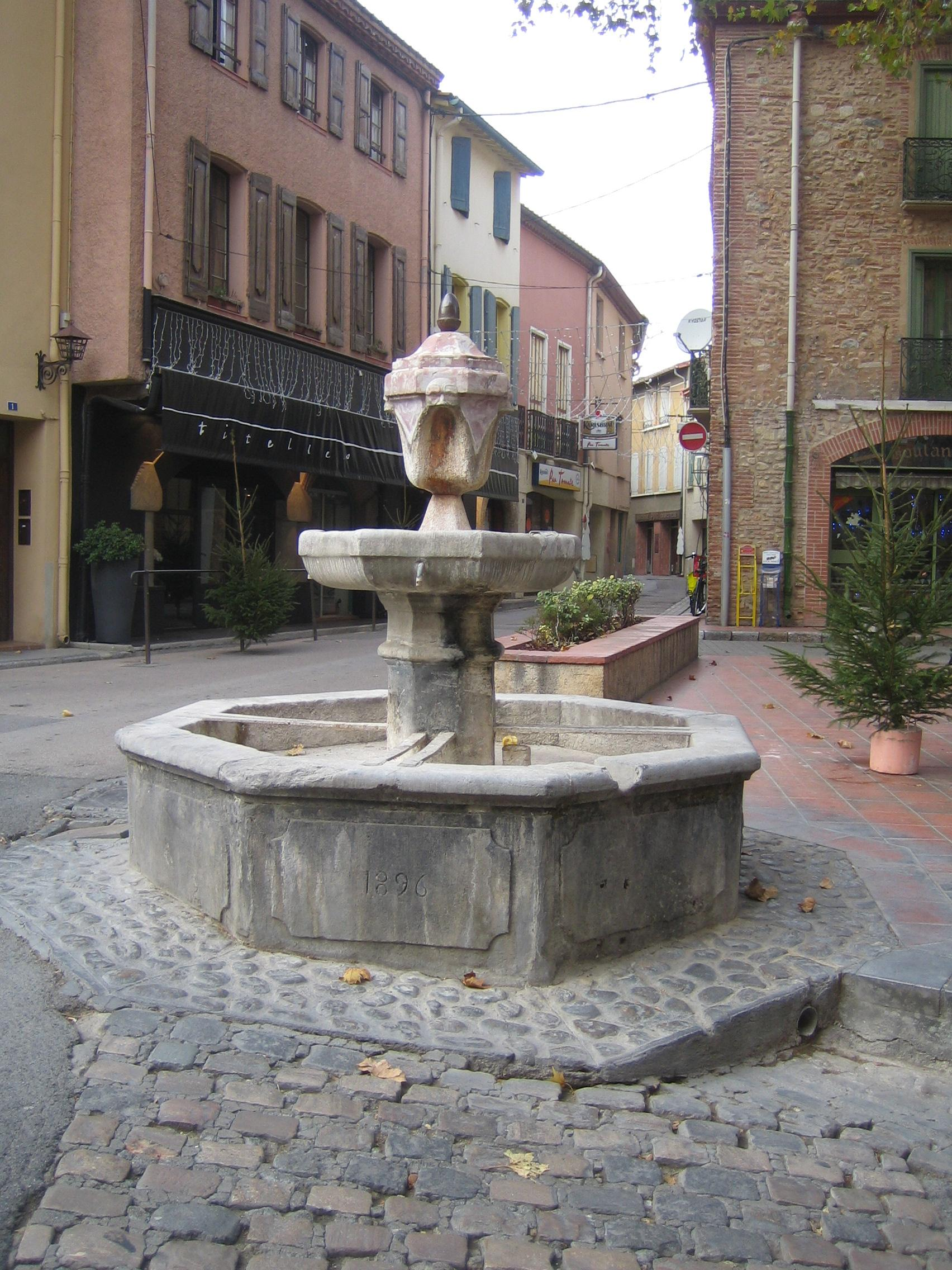
Fontaine
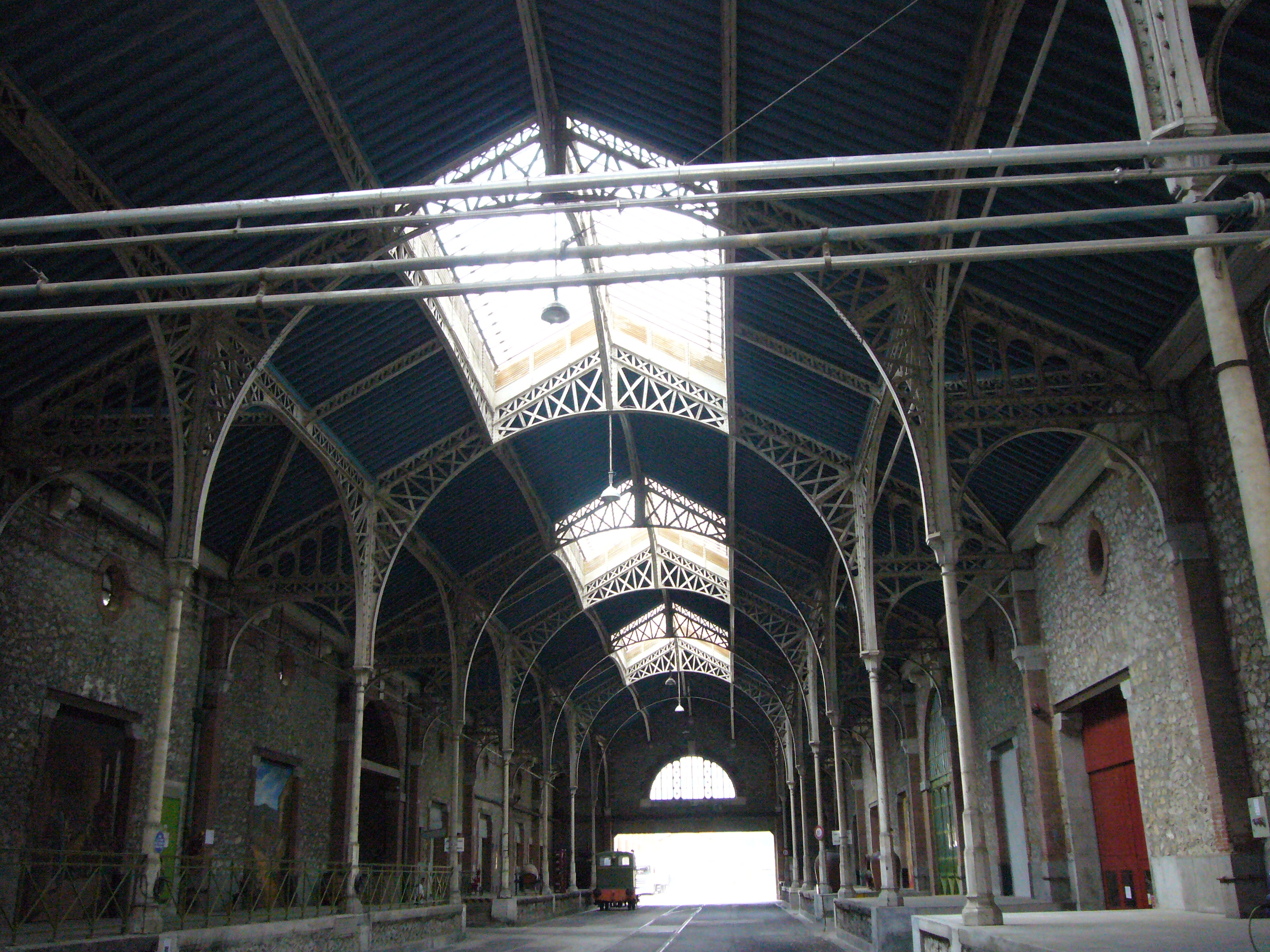
Caves Byrrh

### Personnalités liées à la commune
- Joseph Sauveur Jacques Graffan, homme politique né le 6 août 1757 à Thuir (Pyrénées-Orientales) et décédé à une date inconnue.
- Les frères Simon et Pallade Violet, fondateurs de la marque Byrrh ;
- Frédéric Escanyé (1833-1906), homme politique, député des Pyrénées-Orientales.
- Gustave Violet (1873-1952) : sculpteur né et inhumé à Thuir ;
- Louis Noguères (1881-1956) : homme politique et ancien maire de la commune ;
- René Bouscat (1891-1970) : général d'armée aérienne né à Thuir ;
- Eugène Ribère (1902-1988) : joueur de rugby à XV né à Thuir ;
- Léon-Jean Grégory (1909-1982) : sénateur-maire de Thuir, né et mort dans cette commune ;
- Henri Gras (1911-1992) : joueur de rugby à XV et à XIII né à Thuir ;
- Marcel Gili (1914-1993), sculpteur, peintre et professeur à l'École nationale supérieure des beaux-arts de Paris, né à Thuir ;
- René Ponramon (1914-1977), jeune communiste à Thuir, membre des Brigades Internationales, clandestin à Altura (Espagne) pendant dix ans avant de revenir à Thuir[37];
- Jean-Pierre Romeu (1948-) : joueur de rugby à XV né à Thuir ;
- Olivier Ferrand (1969-2012) : homme politique et ancien maire-adjoint de la commune.
- François-Xavier Demaison (1973-) : humoriste et acteur français, co-organisateur du festival Pellicu-live qui se déroule tous les ans dans la commune depuis 2021.

## Héraldique
| Blason | Blasonnement : De gueules aux trois tours accolées d' or, maçonnées de sable, celle du milieu plus haute et ouverte aussi de sable. |